# Bubba Wallace
Darrell Bubba Wallace Jr. (n. 8 octombrie 1993, Mobile, Alabama, SUA) este un pilot profesionist american de curse auto. În prezent concurează cu normă întreagă în Seria Cupei NASCAR, conducând un Chevrolet Camaro ZL1 1LE cu numărul 43, pentru Richard Petty Motorsports. Anterior, Wallace a pilotat  pentru Joe Gibbs Racing, unde Wallace a concurat în Camping World Truck Series, conducând o Toyota Tundra cu nr.54 pentru Kyle Busch Motorsports. A mai concurat în seria Xfinity, conducând Fordul Mustang cu nr. 6 al Roush Fenway Racing, din 2015 până la mijlocul lui 2017. Wallace este remarcat ca fiind  unul dintre cei mai de succes piloti auto afro-americani din istoria NASCAR. 

## Cariera de curse

### Cariera timpurie
Darrell Wallace Jr. a debutat în seria de curse de mașini Bandolero și Legends la vârsta de nouă ani. În 2005, el a câștigat 35 din cele 48 de curse ale Seriei Bandolero organizate în acel an;  în 2008 a devenit cel mai tânăr șofer care a câștigat la Franklin County Speedway în Virginia. 

### Seria K&N Pro / Pilotează pentru diversitate
În 2010, Wallace a început să concureze în seria NASCAR K&amp;N Pro Series East, o serie regională și de dezvoltare. Wallace a condus pentru Rev Racing ca parte a programului NASCAR Drive for Diversity,  și a fost desemnat ca pilot de dezvoltare pentru Joe Gibbs Racing. El a câștigat prima sa cursă din serie, la Greenville-Pickens Speedway, devenind cel mai tânăr șofer care a câștigat vreodată pe pistă,  fiind totodata și cel mai tânar debutant in seria Busch North în 1987. 

### Seria Xfinity

#### 2012
Wallace și-a făcut debutul național în seria Xfinity la sfârșitul lunii mai, conducând Toyota cu nr.20 a corporatiei Dollar General , pentru JGR la Iowa Speedway ;  a alergat în primii zece in cea mai mare parte a cursei, terminând pe locul 9. 

#### 2020
Pentru sezonul 2020, Wallace a colaborat cu șeful de echipă Jerry Baxter, care a lucrat cu el în Truck Series.  În Pennzoil 400 de la Las Vegas, Wallace a terminat pe locul șase, cel mai bun final al său pe o pistă de 1,5 mile.  Când sezonul a fost oprit după patru curse din cauza pandemiei COVID-19, el s-a situat pe locul 18 după numărul de puncte acumulate. 

## În media
În 2017, Wallace a interpretat vocea personajului Bubba Wheelhouse din filmul de desene animate Cars 3 , realizat de compania Pixar în 2017.